# 诺伊里德 (巴伐利亚州)
诺伊里德（德語：Neuried，發音：[ˈnɔʏʁiːt]）是德国巴伐利亚州上巴伐利亚行政区慕尼黑县的市镇，面积9.62平方千米，人口为人。